# Jonas Van Genechten
Jonas Van Genechten (Lobbes, 16 de septiembre de 1986) es un ciclista belga que fue profesional desde 2007 hasta 2021.

## Biografía
Después de pasar varias temporadas por equipos de menor categoría, en 2012 dio el salto al UCI ProTeam de la mano del Lotto-Belisol. Con este equipo tan solo consiguió una victoria en 2013, que fue el Gran Premio Pino Cerami. En 2014, se destacó como un gran esprínter al ganar una etapa en el Tour de Polonia y dos clásicas de menor nombre.
De cara a 2015, fichó por el equipo suizo IAM Cycling, con el que siguió con su gran progresión, al ganar etapas en Valonia y 
Eurométropole.
En la Vuelta a España 2016 consiguió el triunfo en la séptima etapa finalizada en Puebla de Sanabria, consiguiendo de esta manera su primera victoria en una gran vuelta.
En junio de 2021 anunció su retirada al término de la temporada.

## Palmarés
| 2007 - 1 etapa del Tour de Haut Anjou 2009 - Zellik-Galmaarden 2011 - Kattekoers 2013 - Gran Premio Pino Cerami 2014 - 1 etapa del Tour de Polonia - Druivenkoers Overijse - Gran Premio de Fourmies | 2015 - 1 etapa del Tour de Valonia - 1 etapa del Tour de Eurométropole 2016 - 1 etapa de la Vuelta a España 2018 - Circuito de Houtland |

## Resultados en Grandes Vueltas
| Carrera | Carrera         | 2007 | 2008 | 2009 | 2010 | 2011 | 2012 | 2013 | 2014 | 2015 | 2016  | 2017 | 2018 | 2019 | 2020 | 2021 |
| ------- | --------------- | ---- | ---- | ---- | ---- | ---- | ---- | ---- | ---- | ---- | ----- | ---- | ---- | ---- | ---- | ---- |
|         | Giro de Italia  | —    | —    | —    | —    | —    | —    | —    | —    | —    | —     | —    | —    | —    | —    | —    |
|         | Tour de Francia | —    | —    | —    | —    | —    | —    | —    | —    | —    | —     | —    | —    | —    | —    | —    |
|         | Vuelta a España | —    | —    | —    | —    | —    | —    | —    | —    | —    | 144.º | Ab.  | —    | —    | —    | —    |

—: no participa

Ab.: abandono